# Teodomiro (visigodo)

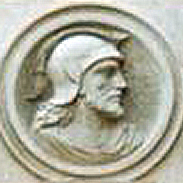
Relieve con la imagen de Teodomiro, noble visigodo del.

Teodomiro (en árabe: تدمير‎, Tudmīr) fue un noble visigodo del siglo VIII con un gran patrimonio territorial  en el sureste de la península ibérica, en torno a las actuales provincias de Alicante y Murcia, donde probablemente tuvo funciones administrativas durante el final del reino visigodo hispánico.
Con la conquista árabe de la península tras el año 711, Teodomiro acordó con Abd al-Aziz ibn Musa, hijo del valí de Ifriqiya, en el pacto de Teodomiro, el respeto de sus propiedades y el de la población cristiana en un territorio en torno a siete ciudades, a cambio de su sumisión a los nuevos gobernantes islámicos. La localización no se conoce con certeza pero estaban ubicadas en el sureste peninsular en un ámbito más amplio que las actuales provincias de Alicante y de Murcia.

## Biografía
Probablemente en algún momento durante el reinado conjunto de Égica y Witiza, una flota bizantina atacó las costas del sur de Hispania y fue rechazada por un noble llamado Teodomiro, que se puede deducir que es el mismo que pactó en 713 con los musulmanes. La fecha de este evento es dudosa: Roger Collins indica que pudo haber sucedido durante la expedición mandada por el emperador Leoncio entre 697-698 para recuperar Cartago de los árabes; o quizás al finalizar el reinado de Witiza. Tal y como establece E.A. Thompson no se conoce el contexto de este suceso, aunque puede estar ligado con los enclaves bizantinos de Tánger y Ceuta, como establece Collins.
Después de la derrota visigoda en la batalla de Guadalete, la desaparición del rey Rodrigo y de la aristocracia cortesana, que era al fin y al cabo la responsable de la transmisión del poder regio, el sistema político visigodo se paralizó y la nobleza regional, alejada del núcleo de poder pero que controlaba zonas territoriales más reducidas, como en el caso de Teodomiro, se sometió a los invasores árabes a través de tratados que les garantizaran la posesión de sus propiedades y la continuidad de su autoridad en el ámbito local.
Según la leyenda, Teodomiro hizo que todas las mujeres vistieran como hombres y les hizo subir, armadas, a la muralla, para hacer creer a Abd al-Aziz ibn Musa que su ejército era más numeroso, y conseguir que los árabes no atacasen Orihuela.
El 5 de abril 713 Teodomiro pactó con Abd al-Aziz ibn Musa El Pacto de Teodomiro reconocía a Teodomiro, a cambio de su sumisión, la salvaguarda de sus propiedades y el gobierno en el territorio pactado al sureste de la península, y también procuraba a la población cristiana el respeto de sus vidas y sus familias, de sus propiedades y el culto religioso. Y se les exigía el pago anual de un impuesto personal en dinero (yizia) y otro territorial en especie (jaraŷ), y no colaborar con los enemigos de los musulmanes. De esta forma el nuevo poder musulmán se garantizaba a través de Teodomiro de la percepción de los impuestos en una región denominada Tudmir que vendría a ocupar un área algo más amplia que las actuales provincias de Murcia y Alicante. Posteriormente Teodomiro viajó a Damasco para que su tratado fuera confirmado por el Califa.
Después de la firma del pacto, existe un silencio documental sobre Teodomiro. Se desconoce la fecha de la muerte de Teodomiro y por conjeturas puede establecerse que en el año 743 ya había fallecido. De este modo, no se conoce la duración del Pacto con Abdelaziz, si hasta su muerte, o después, o poco antes de su muerte. El hecho que en 743, el nuevo valí andalusí Abu-l-Jattar al-Husam ibn Dirar al-Kalbi acantonara a las tropas califales egipcias en Tudmir. suponía que los recién establecidos eran los encargados de la recaudación de tributos, lo que parece indicar el cambio del estatuto jurídico de la región, y por ello, que el pacto de Teodomiro ya había llegado a su fin.
En cuanto a su descendencia, existen discrepancias si Atanagildo era hijo suyo. En este sentido, no existe documentalmente una relación de parentesco entre Teodomiro y Atanagildo, sino que lo que figura es el poder económico de Atanagildo. La referencia de Al-Udri al matrimonio de una hija de Teodomiro con un yundí árabe, Abd al-Yabbar ibn Jattab, permite deducir que Teodomiro carecía de descendencia masculina. El patrimonio de la familia de Abd al-Yabbar se constituiría como uno de los más poderosos de la región.